# Zlatá Koruna
Zlatá Koruna (en allemand : Goldenkron) est une commune du district de Český Krumlov, dans la région de Bohême-du-Sud, en République tchèque. Sa population s'élevait à 792 habitants en 2020.

## Géographie
Zlatá Koruna est arrosée par la Vltava et se trouve à 7 km au nord-est de Český Krumlov, à 16 km au sud-ouest de České Budějovice et à 136 km au sud de Prague.
La commune est limitée par Holubov au nord, par Dolní Třebonín à l'est, par Mojné et Přísečná au sud, et par Srnín à l'ouest.

## Histoire
La première mention écrite du village date de 1263.